# Pætur við Keldu
Pætur við Keldu [ˈpɛatʊɹ viː tʃɛldʊ] (* 18. Juni 1970 in Klaksvík, Färöer) ist ein färöischer Musiker und Komponist. Neben Gesang beherrscht er verschiedene Musikinstrumente.
Pætur ist der Sohn von Gigga und Jógvan við Keldu. Schon früh begann er zu musizieren und brachte auf den Färöern eine Reihe CDs heraus. Ende 2001 ereilte ihn die überraschende Nachricht, dass sein Song Som en drøm (wie ein Traum) in Dänemark unter die ersten 10 Songs für die Nominierung zum Eurovision Song Contest kam. Bei der nationalen Endausscheidung kam er auf Platz vier. Das war sein Durchbruch in der Heimat.
Pætur við Keldu lebt und arbeitet heute in der dänischen Hauptstadt Kopenhagen.

## Diskografie
- 1997 – Tiðnað
- 1998 – Pætur – Simplicity (Solo-Album)
- 2002 – Dansk melodi grand prix 2002 (Sampler)

| Personendaten    | Personendaten                    |
| ---------------- | -------------------------------- |
| NAME             | Keldu, Pætur við                 |
| KURZBESCHREIBUNG | färöischer Musiker und Komponist |
| GEBURTSDATUM     | 18. Juni 1970                    |
| GEBURTSORT       | Klaksvík, Färöer                 |